# Rubus siemianicensis
Rubus siemianicensis — вид квіткових рослин з родини трояндових (Rosaceae). Ареал: сх. Чехія, пд. Польща.
Вид, відомий переважно і донедавна лише з Польщі. Знайдено на території сусідньої Чехії, де він, ймовірно, є нещодавнім прибульцем із Польщі.